# Oxford University Association Football Club
Oxford University AFC est un club anglais de football qui fut particulièrement brillant dans les années 1870.
Le club représentant la cité universitaire d'Oxford fut fondé en 1872. Il remporte la FA Cup en 1874, et échoue en finale lors des éditions 1873, 1877 et 1880.
Le club a fourni 29 joueurs à l'équipe d'Angleterre de football.